# Benjamin Grund
Benjamin Grund (* 10. November 1980 in München) ist ein deutscher Tenor, Komponist, Texter, Produzent und Sänger im Bereich des Schlagers und der volkstümlichen Musik.

## Leben
Er ist der Enkel des bekannten Film- und Fernsehkomponisten Bert Grund, der zahlreiche Filmmusiken geschrieben hat, wie z. B. die Titelmelodie zur Ratesendung "Was bin ich".
Benjamin Grund begann seine musikalische Laufbahn 1986 beim Tölzer Knabenchor und war von 1992 bis zum Jahr 2000 Solist bei den Regensburger Domspatzen. Im Jahr 2000 wird Benjamin Grund mit dem Dieter-Ulrich-Musikförderpreis ausgezeichnet und hatten im selben Jahr sein Fernsehdebüt mit dem Lied Die erste Liebe, die ersten roten Rosen beim Deutschen Vorentscheid des Grand Prix der Volksmusik. Zwei Monate später, erzielte Benjamin Grund in der Volkstümlichen Hitparade des ZDF den ersten Platz mit dem gleichnamigen Lied.
Seit 2003 arbeitet er als Komponist, Texter und Musikproduzent und belegte beim Deutschen Vorentscheid des Grand Prix der Volksmusik mit seiner Eigenkomposition Wenn mein Lied erklingt, den 7. Platz. Eine weitere Teilnahme erfolgte beim deutschen Vorentscheid des Grand Prix der Volksmusik im Jahr 2009 mit dem Lied In nomine patris sowie im Jahr 2010 mit dem Lied Mutter Maria.
Er war Gast in zahlreichen TV-Sendungen, wie "Lustige Musikanten" mit Marianne und Michael, die Superhitparade der Volksmusik, dem ZDF Sonntagskonzert, Schlagerspaß mit Andy Borg u. v. m.
Benjamin Grund war auf Tourneen und Gastspielen zusammen mit Heino, den Wildecker Herzbuben, Carolin Reiber, Marianne und Michael, den Ladinern, um nur einige zu nennen.
2014 war er Gründungsmitglied der Gruppe Stimmen der Berge und gehört dieser seitdem an. Die Stimmen der Berge erreichten Chartplatzierungen national und international und wurden mit Preisen ausgezeichnet. Sie haben eine tägliche Fernsehpräsenz bei dem Sender Deutsches Musik Fernsehen. Benjamin Grund moderiert seit 2014 die Sendung des Deutschen Musik Fernsehens: Singen macht glücklich, die auch auf Volksmusik TV ausgestrahlt wurde. Im Jahr 2021 wurde er im gleichen Sender als Moderator der Sendung Christliche Hitparade verpflichtet. Er hatte zudem mehr als 200 Auftritte im öffentlich-rechtlichen Fernsehen.
In den letzten Jahren ist er auch als Liedtexter tätig und schreibt unter anderem Titel für die Schlagergruppe "Amigos", "Stimmen der Berge", "Vincent und Fernando" u. v. m.

## Diskografie

### Solokarriere

#### Alben
- 2004: Ich hab’ mich ganz leis’ in dich verliebt
- 2008: Ohne Deine Zärtlichkeit
- 2010: Die schönsten deutschen Volkslieder

#### Lieder
- 2000: Die erste Liebe, die ersten roten Rosen (Siegertitel Volkstümlich Hitparade im ZDF)
- 2004: Ponte di Rialto
- 2004: Wenn mein Lied erklingt (Grand Prix der Volksmusik)
- 2004: Ich hab’ mich ganz leis’ in dich verliebt
- 2005: Träume des Lebens
- 2009: In nomine patris (Grand Prix der Volksmusik)

### Stimmen der Berge
- 2016: Im Namen des Vaters
- 2017: Das Beste
- 2017: Italienische Sehnsucht
- 2017: Weihnachten bei Uns Zuhaus
- 2019: Deutsches Gold
- 2019: Lebe, Lache, Liebe
- 2020: Sing mit! Die Große Kultschlager Party – Vol. 1
- 2021: Ewige Liebe
- 2022: Goldene Stimmen der Heimat
- 2023: Die größten Hits aller Zeiten
- 2023: Danke für die Lieder

## Preise
- 1999 Richard-Wagner-Stipendium
- 1999 Jugend musiziert, 1. Platz in der Sparte Gesang
- 2000 Dieter-Ulrich-Musikförderpreis
- 1. Platz in der Volkstümlichen Hitparade des ZDF 2001

## Trivia
Im Jahr 2010 verpflichtete ihn der Kapitän der deutschen Fußballnationalmannschaft Philipp Lahm als Solist für dessen Hochzeitsfeier in Aying bei München.